# قدورة موسى
قدورة موسى فلسطيني شغل منصب محافظ محافظة جنين التابعة للسلطة الوطنية الفلسطينية والواقعة شمال الضفة الغربية.

## الملف الشخصي الدولي
كان قدورة موسى مدير حركة فتح بزعامة ياسر عرفات لشمال الضفة الغربية في مايو 2002. يعود الفضل في ذلك في إصدار العدد الرسمي للقتلى 56 فلسطينيا لمجزرة جنين. قدر المتحدثون الفلسطينيون خارج المخيم في وقت سابق هذا العدد بنحو 500 وناطق رسمي إسرائيلي بالوصول إلى المخيم أعلن أنه كان بين 150 و 250.

## وفاته
في حوالي الساعة 11.30 من مساء 1 مايو 2012 أطلق مهاجمون مجهولون النار على منزل موسى في جنين وفقًا لما ذكره مجاهد ربية المتحدث باسم الشرطة. قال رئيس مكتب الرئيس حسين الأعرج لوكالة الأنباء الفلسطينية أن الحاكم غادر منزله مع رؤساء الأمن لفحص الوضع الأمني في المدينة عندما تعرض لهجوم قاتل قتله. 
وصل إلى مستشفى جنين الحكومي في الساعات الأولى من يوم 2 مايو 2012 ويعاني من آلام في القلب وتوفي في العناية المركزة. حضر جنازة الآلاف من مدن مختلفة في الضفة الغربية.